# Homalium thuarsianum
Homalium thuarsianum là một loài thực vật có hoa trong họ Liễu. Loài này được (Tul.) Baill. mô tả khoa học đầu tiên năm 1896.